# Hydriomena rita
Hydriomena rita är en fjärilsart som beskrevs av Mcdunnough 1954. Hydriomena rita ingår i släktet Hydriomena och familjen mätare. Inga underarter finns listade i Catalogue of Life.